# Den russiske Længdesvømmer Romantschenko ved Langelinie
Den russiske Længdesvømmer Romantschenko ved Langelinie er en dansk dokumentarisk optagelse fra 1913 produceret af Politiken-Fonden. 

## Handling
Den russiske svømmer Romantschenko besøger København. Ved Langelinie springer han i vandet og svømmer rundt i havnebassinet. Der var stor interesse i samtiden for forskellig sportslig udfoldelse. Politiken førte an i opdyrkningen af dette felt. I filmen taler Anker Kirkeby med Romantschenko, der åbenbart var kendt for sin udholdenhed over lange distancer.